# Priscilla, a sivatag királynőjének kalandjai
A Priscilla, a sivatag királynőjének kalandjai (Adventures of Priscilla, Queen of the Desert ) 1994-ben bemutatott ausztrál-brit, road-movie jellegű film Stephan Elliott rendezésében. A vígjátéki és drámai elemeket is tartalmazó film három transzvesztita előadóművész kalandos útja az ausztrál sivatagon keresztül, egy Priscillának elnevezett autóbuszon. A filmben számos, a hetvenes és nyolcvanas években népszerű dal hangzik fel, eredeti változatban. A film alapján sikeres színpadi musical is készült.

## Cselekmény
|  | Alább a cselekmény részletei következnek! |

Mitzi del Bra, eredeti nevén Anthony, egy transzvesztita előadóművész Sydneyben. Noha homoszexuális, felesége és fia is van, de fia születése óta nem látta őket. Múltját titkolja a többiek előtt. Felesége, aki az ország közepén lévő Alice Springs városának kaszinójában dolgozik, egy hónapra szóló szerződést ajánl számára, így módja volna sosem látott fiával is találkozni. Az utazásra meghívja egykori élettársát és szakmai kollégáját, a legszebb évein már túljutott, nemátalakító műtéten átesett, nőként élő  transzexuális Bernadette Basingert. Bernadette, akinek eredeti és titkolt neve Ralph, éppen a napokban gyászolta el baleset miatt meghalt fiatal barátját, felejteni akar, ezért csatlakozik hozzá.
Hamarosan kiderül, Anthony elhívott az utazásra még egy kollégát, a fiatal, kihívóan viselkedő Feliciát, eredeti nevén Adamot is, akivel Bernadette nem igazán rokonszenvezik folyamatos pózólása és magamutogatása miatt. Anthony és az ABBA rajongó Adam  között viszont egyfajta vonzalom van kialakulóban. Ők hárman egymást női neveiken szólítják.
Sydneyből Alice Springsbe közel 3000 kilométer az út, jórészt a sivatagon keresztül. Mivel a négy hetes előadássorozatra a látványos show-műsor összes kellékét viszik magukkal, a repülőgép szóba sem jöhet. Felicia azonban bizonyos svéd turistáktól beszerzett egy rozoga autóbuszt, melyet az induláskor ünnepélyesen Priscillának nevez el. Az eredetileg néhány naposra tervezett odaút hosszabbra sikeredik a tervezettnél.
Az utazás már néhány óra múltán is unalmassá válik. Az éjszakát a buszban töltik, majd a második nap estére érik el az addig még egyikük által sem látott Outbacket, az ausztrál sivatagot. Az első komolyabb város az útjukon a harmadik napon elért, sivatag közepén lévő Broken Hill, ahol egy különleges belső díszítésekkel ellátott szállodában töltik az estét. Noha normál öltözékben senki sem venné őket észre, ők fogadásból teljes „pucckirálynő” (drag queen) jelmezben mennek sétálni a puritán bányászvároskában.
Az estét egy kocsmában töltik, ahol eleinte közfeltűnést okoznak, de miután Bernadette egy ivóversenyben legyőzi a hely egyik kötekedő és nagyivó nőjét, megenyhül a hangulat, végül még egy műsorszámukat is előadják. Minden rendben volna, ám reggel azt veszik észre, hogy a buszukra valaki hatalmas betűkkel felírta: átkozott AIDS-esek, menjetek haza (AIDS fuckers, go home). A következő város Port Augusta lenne, ahonnan az északra tartó útra rá lehet térni. Egy elágazásnál a hosszabb műút helyett azonban a rövidebb földutat választják.
A sivatag mélyére vivő földúton eltévednek, majd a busz is elromlik egy világvégi helyen. Mivel az elhagyatott sivatagban a forróság miatt néhány napnál tovább nem lehet kibírni, komoly bajban vannak. Noha Bernadette talál egy terepjárós idősebb párt, azok meglátván a jobb híján a műsorukat próbáló, ezért női jelmezbe öltözött Mitzit, rémülten elhajtanak. Éjjel viszont egy aboriginal törzs látogat feléjük. Szerencséjükre békések és barátságosak velük, kifejezetten tetszik nekik, mikor előadják Gloria Gaynortól az I Will Survive-ot. Végül ők szereznek egy autószerelőt a legközelebbi lakott helyről.
Bob, a szerelő bevontatja őket a néhány fős településre. A buszba vagy új tank kell, ami legalább egy hét, vagy ideiglenesen meg lehet javítani pár nap alatt. Az estét nála töltik. Mikor megtudja, a csapat mivel foglalkozik, megkéri őket, lépjenek fel a következő este a kocsmában, ritka  feléjük a változatosság. Eleinte nem szívesen vállalják, de végül belemennek. Az is kiderül, Bob harminc évvel korábban Sydneyben már látta fellépni az akkor még fiatal Bernadettet, nagyon tetszett neki a műsor. Bob egy részeg éjszaka során  ismeretlenül elvett, egyik pillanatban mézesmázos, másikban mocskolódóan goromba, egykori táncosnő filippínó felesége szintén szerepelni akar egy meglehetősen bizarr számmal. Noha Bob bezárja a házukba, ő kiszabadítja magát és csak fellép, ezzel tönkreteszi a transzvesztia műsort. Miután Bob erőszakkal lezavarja a színpadról, másnap közli vele, rossz férj és egyébként is kicsi a „himbilimbije”, ezért örökre elhagyja. Bob a rozoga busz üzembentartása végett velük megy a következő városba, Coober Pedybe. Ő és Bernadette között egyfajta kölcsönös tiszteleten alapuló barátság kezd kialakulni.
Coober Pedy a sivatag közepén egy kis bányászvároska. A világ opálbányászatának központja, ami egy nehéz és veszélyes munka. Bob előre figyelmezteti őket, fogják vissza magukat, mert az opálbányászok kőkemény és nem éppen finomkodó emberek. Felicia azonban nem bír magával, a többiek tudta nélkül nőnek öltözik és szórakozni megy. Először valódi nőnek vélik, ám mikor kiderül az igazság, kis híján csúnyán megverik. A nőiesen finom, de ugyanakkor mindhármuk közül mégis a legférfiasabb Bernadette menti meg „ha valaki egyik nap nő, másnap meg férfi, nem árt, ha tud verekedni”. Miután a balhé során Bob is melléjük áll, neki sincs maradása a városban, kénytelen velük menni Alice Springsbe. Noha eredetileg bőven lett volna idejük, végül az eredetileg tervezett néhány nap helyett két heti utazás után érkeznek meg, egy nap késéssel.
Mitzi évek után először találkozik feleségével és első alkalommal fiával, aki semmit sem tud apja munkájáról és szexuális irányultságáról. Noha szeretné előtte titokban tartani, fia mindjárt az első előadáson meglátja apját. Mitzi másnap megpróbál férfiasan viselkedni, próbál valami elfogadható magyarázatot adni munkájára, de a gyerek már mindent ért. Meglepően könnyen elfogadja édesapja másságát, valamint azt, hogy pár hónapra hozzá költözzön Sydneybe. Az egy hónapos előadássorozat után indulnának haza, amikor Bernadette az utolsó pillanatban meggondolja magát, Alice Springsben marad, akárcsak Bob. Mitzi, Felicia és a gyerek hazautaznak, ahol Mitzi és Felicia duóban folytatja a munkát és közösen az életet.
|  | Itt a vége a cselekmény részletezésének! |

## Szereplők
- Terence Stamp – Bernadette Basinger (Ralph)
- Hugo Weaving – Mitzi del Bra (Anthony)
- Guy Pearce – Felicia Jollygoodfellow (Adam)
- Bill Hunter – Bob, autószerelő
- Sarah Cadwick – Marion, Anthony felesége
- Julia Cortez – Bob filippino felesége
- Stephan Elliott – a kaszinó portása

## Forgatási helyszínek
- Sydney
- The Imperial Hotel (35 Erskineville Rd, Sydney)
- Broken Hill
- Mario's Palace Hotel, Broken Hill
- Mundi Mundi Plains, a sivatagba való megérkezés
- Coober Pedy
- White Cliffs Underground Motel (földalatti szálloda, Coober Pedy)
- Alice Springs
- Lassetters Hotel Casino, Alice Springs
- King's Canyon (a film végi sziklamászás)
- The Breakaways hegy, Coober Pedy közelében (a busz lerobbanása)

A film bevezető jelenete a Sydney külvárosában található, a valóságban is transzvesztita műsorairól ismert Imperial Hotelben készült, a szálloda elől indultak az utazásra a busszal.
A film hősei eredetileg a Sydney – Broken Hill – Port Augusta – Coober Pedy – Alice Springs útvonalon akartak menni, melyen végig aszfalt van, hossza 2770 kilométer lett volna. Ők azonban az út lerövidítése végett valahol Broken Hill és Port Augusta között letértek az aszfaltútról a földútra.
Az első város az útjukon Broken Hill. A bevásárlás jelenet az Argent Streeten készült, valamint ebben az utcában áll a valójában is létező, tájképekkel kifestett szálloda, A Mario's Palace Hotel.
Priscilla, az autóbusz lerobbanása a történet szerint valahol Broken Hill és Coober Pedy között a sivatagban, egy elhagyatott földúton történt. A jelenetet valójában Coober Pedytől 20 kilométerre északra Alice Springs irányában, a The Breakaways hegynél forgatták. A fehér és barna hegy a környék egyik nevezetessége. Színe alapján "só és bors" dombok néven is említik.
Az autószerelő Bob házának forgatási helyszíne a Broken Hilltől 25 km-re nyugatra található Silverton volt. A második nap estéjén a sivatag határára való érkezést, ahol ki is szállnak a látvány miatt a buszból, Silvertontól 6 km-re északnyugatra, a Mundi Mundi Plains területén forgatták. A végtelenbe tartó út valójában csak egy 1200 méteres egyenes szakasz. Szintén itt forgatták a Mad Max egyes jeleneteit.
Az aboriginal jelenetet Coober Pedy környékén forgatták, a háttérben jól láthatók a bányaüregek meddőhányó dombjai.
A Coober Pedy-i különleges, föld alatti szálloda neve White Cliffs Underground Motel, a Catacomb Roadon található.
Utazásuk végcélja, az Alice Springsi kaszinó-szálloda szintén létező hely, neve Lasetters Hotel Casino.
A film végén a King's Canyon Ausztrália egyik nevezetessége, Alice Springstől nyugatra található, kb. 240 kilométerre.
A helyszínekkel kapcsolatban két hiba van a filmben. 
- Az induláskor a busz áthajt a város felől a Sydney-i hídon, erre a város elhagyásához nincs szükség.
- Broken Hill után az aszfaltútról való eltévedésnél látható egy tábla, az aszfaltúton egyenesen vagy a földúton balra van Port Augusta. A balra vezető esetleges földútról semmilyen körülmények között nem tévedhettek Coober Pedy felé a sivatagba, mivel az az út másik oldala felé van.

## Érdekességek
- A második este, naplemente előtt nem sokkal érik el a sivatag határát, a látványon annyira megdöbbennek, hogy kiszállnak a buszból is. Ennek az az oka, hogy a keleti partvidék nagyvárosaiban élő ausztrálok számára az Outback egy távoli, szinte egzotikus része az országnak, ahová sokan soha nem jutnak el.
- A film végi King's Canyon jelenetet eredetileg a nem sokkal távolabb lévő Uluru hegynél akarták forgatni, eszerint Felicia élete legnagyobb vágya ennek a hegynek pucckirálynő díszben való megmászása lett volna. Az akkori, de azóta már enyhített szabályok szerint erre nem kaptak engedélyt, így választották alternatív lehetőségként a King's Canyont.
- Az Alice Springsi szálloda portása valójában Stephen Elliott, a film rendezője volt.
- A film kevés negatív kritikájának egyike szerint közhelyszerűen butának, egyben raffináltnak mutatja Bob filippínó feleségét, közvetve a filippínó nőket.
- A film egyik meghatározó jelenetének azt tartják, amikor a társadalom két, a periférián lévő csoportja, a melegek és az őslakók együtt éneklik a sivatagban I Will Survive (túl fogom élni) című dalt.
- A filmben említik, hogy Bernadette egykor a Sydney-i Les Girls nevű, valóban létező szórakozóhelyen lépett fel. A Les ebben az esetben nem francia névelő, hanem a Lesbian Girls rövidítése, utalás a szórakozóhely jellegére.
- A film elején az Imperial Hotel nevű, valóban létező szórakozóhelyen lépnek fel, innen is indulnak. A hotel szó Ausztráliában sok esetben nem szállodát, hanem szórakozóhelyet, kisebb helyen egyszerű kocsmát is jelent.
- Bon filippínó felesége úgynevezett "távmenyasszony" volt, aki közvetítő, hirdetés útján érkezett és akit Bob ismeretlenül, részegen vett el. A távmenyasszony jelenség az ausztrál társadalom súlyos nőhiányát volt hivatott enyhíteni, főként ázsiai bevándorló nők tudtak így tartózkodási engedélyhez, majd állampolgársághoz jutni. A távmenyasszony, távfeleség megoldás az állampolgárság elnyerése után sok esetben válással végződött.
- A színpadi musicalben látható Priscilla autóbuszt 2012-ben Broken Hill városának adományozták, ott van kiállítva. Nincs adat arra vonatkozóan, hogy ez az autóbusz azonos lenne a filmben láthatóval.

## Filmzenei album
A filmben hallható dalokat a Fontana Records adta ki CD lemezen, 1994-ben.
- I've Never Been to Me – Charlene
- Go West – Village People
- Billy Don't Be a Hero – Paper Lace
- My Baby Loves Lovin' – White Plains
- I Love the Nightlife (Disco 'Round) – Alicia Bridges
- Can't Help Lovin' Dat Man – Trudy Richards
- I Will Survive – Gloria Gaynor
- A Fine Romance – Lena Horne
- Shake Your Groove Thing – Peaches & Herb
- I Don't Care if the Sun Don't Shine – Patti Page
- Finally [7" Choice Mix] – CeCe Peniston
- Take a Letter Maria – R. B. Greaves
- Mamma Mia – ABBA
- Save the Best for Las – Vanessa Williams
- I Love the Nightlife (Disco 'Round) [Real Rapino 7" Mix] – Alicia Bridges
- Go West [Original 12" Mix] – Village People
- I Will Survive [1993 Phil Kelsey Classic 12" Mix] – Gloria Gaynor
- Shake Your Groove Thing [Original 12" Mix] – Peaches & Herb
- I Love the Nightlife (Disco 'Round) [Phillip Damien Extended Vox] – Alicia Bridges